# Borčice
Borčice é um município da Eslováquia, situado no distrito de Ilava, na região de Trenčín. Tem 4,12 km² de área e sua população em 2018 foi estimada em 630 habitantes.

## Demografia
| Ano:        | 1994 | 2004   | 2014    | 2024    |
| ----------- | ---- | ------ | ------- | ------- |
| Broj ljudi: | 392  | 377    | 535     | 752     |
| Razlika:    |      | -3,82% | +41,90% | +40,56% |

| Ano:               | 2023 | 2024   |
| ------------------ | ---- | ------ |
| Número de pessoas: | 746  | 752    |
| Diferença:         |      | +0,80% |